# 鎌倉はるなつ
『鎌倉はるなつ』（かまくらはるなつ）は、1975年5月7日から同年9月24日までフジテレビ系列の「水曜ホーム劇場（水曜ドラマシリーズ）」枠で放送されたテレビドラマ。全21回。

## 概要
ヒロイン・山村節子にとって、鎌倉は生まれ故郷であるだけでなく、かつて鎌倉彫の青年・浩平との間に芽生えた恋を育んだ場所でもあった。だがその浩平は既に亡い・・・。そんな鎌倉を主な舞台として、ごく平凡な中流家庭の山村節子・誠一夫婦を中心に、誠一の兄弟の夫婦とその親子、友人同士、恋人同士が巻き起こす出来事を絡めながら、節子たちが異なる世代の親子、兄弟たちの一家の要となって活躍する姿を描いたホームドラマ。
本作は山本富士子にとって5年ぶりの主演作となった。

## スタッフ
- 脚本：八木柊一郎、大西信行
- 演出：諏佐正明、浜忠臣
- 音楽：山本丈晴
- 制作：フジテレビ

## キャスト
- 山村節子：山本富士子
- 山村誠一（長兄、節子の夫）：木村功
- 富沢麟一郎：村野武範
- 山村悠子（節子と誠一の娘）：杉田かおる
- 山村隆二：名古屋章
  - 横浜に住む誠一の弟（次男）
- 山村美津子（隆二の長女）：三浦リカ[4]
- 山村哲夫（三男）：山本學
  - 団地に住む高校教師。
- 山村和子（哲夫の妻）：藤田弓子
- 山村康夫（四男）：江木俊夫
- 田辺宏子（節子の妹）：佐藤友美
- 田辺（宏子の夫）：有川博
- 秋本浩太郎：内田朝雄
  - 鎌倉彫刻館の館長で、節子の、今は亡き昔の恋人・浩平の父。啓三が生き別れたまり子らしき女性を中国で見かけたと話す。
- 露木しず江（誠一の部下）：三好美智子
- 千代乃：宝生あやこ
- ：清水信一
- とし江（隆二の元妻）：中原早苗
- 野上修：井上順
- 野上隆夫（修の息子）：伊藤洋一
- 邦子（修の別れた妻）：岸久美子（第15話から）
- 漫画家：黒鉄ヒロシ（第15話ゲスト）
- 山村啓三：進藤英太郎
  - 誠一ら四兄弟の父。満州国時代の中国東北部で、長女のまり子と生き別れになった過去を持つ。

## 放映リスト
| 話数 | 放送日        | サブタイトル           | 脚本       | 演出     |
| ---- | ------------- | ---------------------- | ---------- | -------- |
| 1    | 1975年5月7日  | 兄弟喧嘩バンザイ       | 八木柊一郎 | 浜忠臣   |
| 2    | 1975年5月14日 | 忘れえぬ人             | 八木柊一郎 | 諏佐正明 |
| 3    | 1975年5月21日 | 夫と妻と               | 八木柊一郎 | 浜忠臣   |
| 4    | 1975年5月28日 | 逃げた女房             | 八木柊一郎 | 諏佐正明 |
| 5    | 1975年6月4日  | みれん心               | 八木柊一郎 | 諏佐正明 |
| 6    | 1975年6月11日 | 嫁の階段               | 八木柊一郎 | 諏佐正明 |
| 7    | 1975年6月18日 | 雨上り                 | 八木柊一郎 | 浜忠臣   |
| 8    | 1975年6月25日 | 弟という他人           | 八木柊一郎 | 諏佐正明 |
| 9    | 1975年7月2日  | おやじのガールフレンド | 大西信行   | 浜忠臣   |
| 10   | 1975年7月9日  | 新しい家族             | 大西信行   | 浜忠臣   |
| 11   | 1975年7月16日 | 涙でコンニチハ         | 大西信行   | 諏佐正明 |
| 12   | 1975年7月23日 | かたつむりの歌         | 八木柊一郎 | 浜忠臣   |
| 13   | 1975年7月30日 | 絵本と花火             | 八木柊一郎 | 諏佐正明 |
| 14   | 1975年8月6日  | 親の責任、子の思い     | 大西信行   | 浜忠臣   |
| 15   | 1975年8月13日 | 夫の進退伺             | 大西信行   | 諏佐正明 |
| 16   | 1975年8月20日 | 男四十にして・・・     | 大西信行   | 浜忠臣   |
| 17   | 1975年8月27日 | 夫の浮気               | 八木柊一郎 | 諏佐正明 |
| 18   | 1975年9月3日  | 今年で三十年・・・     | 八木柊一郎 | 浜忠臣   |
| 19   | 1975年9月10日 | チチキトク             | 大西信行   | 諏佐正明 |
| 20   | 1975年9月17日 | おやじの遺産           | 大西信行   | 諏佐正明 |
| 21   | 1975年9月24日 | 明日への門出           | 大西信行   | 浜忠臣   |